# Tommaso Gallarati Scotti
Tommaso Gallarati Scotti, IV principe di Molfetta, IV duca di San Pietro in Galatina (Milano, 18 novembre 1878 – Bellagio, 1º giugno 1966), è stato un nobile, scrittore, militare e diplomatico italiano.

## Biografia
Nato a Milano il 18 novembre 1878, era figlio primogenito del Principe Gian Carlo Gallarati Scotti e della Duchessa Luigia Melzi d'Eril. Sua zia, che ricordò in Interpretazioni e memorie, era stata Bice Melzi d'Eril, amica e confidente di Ippolito Nievo. Da ragazzo Tommaso Gallarati Scotti ebbe come istruttore di catechismo ed assistente nei primi studi il giovane prete don Achille Ratti (divenuto poi Papa con il nome di Papa Pio XI).
Il rapporto educativo tra Ratti e Gallarati Scotti crebbe e si intensificò nel corso degli anni, com'è testimoniato dalle numerose lettere che i due si scambiarono tra il 1892 e il 1915. Questo ventennale rapporto, dapprima educativo e poi amicale e paritetico - ma sempre intessuto di profondo e reciproco affetto - si intrecciò con la relazione di profonda amicizia che legò il futuro Papa Pio XI con la famiglia Gallarati Scotti, e accompagnò Tommaso fino alle soglie del suo matrimonio con la Contessa Aurelia Cittadella Vigodarzere (1918).
Nel 1899 Gallarati Scotti aveva conosciuto Antonio Fogazzaro, col quale condivise una moderata posizione modernista, auspicando un rinnovamento della Chiesa cattolica ma fu pronto a far atto di sottomissione alla Chiesa quando il modernismo fu condannato. Si occupò anche di iniziative sociali e assistenziali a favore degli emigrati, dei ciechi e degli orfani poveri.
Conseguita la laurea in Lettere nel 1901 presso l'Università degli Studi di Genova, nel 1907 fondò con altri tre laici cattolici, Antonio Achille Alfieri, Alessandro Casati e Stefano Jacini la rivista Il Rinnovamento, cui collaborarono anche Ernesto Buonaiuti, e il più giovane Giovanni Boine. La rivista intendeva conciliare il cattolicesimo con la scienza moderna, ma fu condannata dalla Santa Sede, e Gallarati Scotti lasciò la direzione e s'impegnò con la «Lega democratica nazionale» per l'autonomia politica dei cattolici. Nel 1909, su invito di Fogazzaro, promosse l'Associazione Nazionale per gli Interessi del Mezzogiorno d'Italia, con Giustino Fortunato, Leopoldo Franchetti ed Umberto Zanotti Bianco. Due anni dopo una sua raccolta di novelle, Storie dell'amor sacro e dell'amore profano, fu condannata dalla Chiesa. Alla morte di Fogazzaro (1911), scrisse La vita di Antonio Fogazzaro, com'era desiderio dello stesso scrittore vicentino, che uscì nel 1920, dopo che Gallarati Scotti aveva partecipato, da volontario, alla prima guerra mondiale, in qualità di ufficiale d'ordinanza del generale Luigi Cadorna.
Si oppose al fascismo firmando il Manifesto degli intellettuali antifascisti, stilato da Benedetto Croce, collaborando ai fogli di opposizione Il caffè, ed Il Popolo. Accettò la Conciliazione del 1929, considerandola il definitivo superamento della frattura risorgimentale, ma non si mostrò per nulla entusiasta del Concordato. In quegli anni scrisse la Vita di Dante, Così sia, Miraluna, Storie di noi mortali, La confessione di Flavio Dossi, rielaborando la Vita di Antonio Fogazzaro, pubblicata nel 1934.
Il regime lo sottopose alla vigilanza permanente della polizia fascista. Nel 1943 dovette rifugiarsi in Svizzera per sfuggire all'arresto. Durante l'esilio svizzero, Gallarati Scotti collaborò al supplemento della Gazzetta ticinese intitolato «L'Italia e il secondo Risorgimento», diretto dall'economista Luigi Einaudi. Durante la Resistenza incoraggiò le formazioni liberali, indipendenti e cattoliche in modo che la lotta di liberazione non fosse appannaggio dei soli comunisti. Ottiene personalmente dal governo inglese che il comando delle forze partigiane fosse affidato al generale Raffaele Cadorna. Inoltre prese le difese di Enrico Mattei (futuro fondatore dell'ENI) che con le sue formazioni di cattolici impedì che la resistenza si «tingesse tutta di rosso».

Cooperò alla stesura del programma liberale, che servì di base per l'orientamento e l'azione del Partito liberale a guerra finita.
È stato ambasciatore in Spagna dal 1945 (arrivò a Madrid il 25 novembre) al 1946, e a Londra fino al 1951.

Trascorse gli ultimi anni di vita nella residenza di famiglia che si affaccia sul lago di Como, la prestigiosa Villa Melzi d'Eril, a Bellagio. Qui compose una biografia del giovane Alessandro Manzoni, e le Interpretazioni e memorie.
Morì a Bellagio il 1º giugno 1966; è tumulato nella cappella della Villa Melzi d'Eril.

## Matrimonio e figli
il principe Tommaso Gallarati Scotti sposò a Padova il 14 ottobre 1918 la contessa Aurelia Cittadella Vigodarzere, figlia del conte Antonio Cittadella Vigodarzere e della marchesa Luisa Del Vasto; la coppia ebbe i seguenti cinque figli:
- Gian Carlo Gallarati Scotti (16 giugno 1920 - 12 ottobre 2006), che il 1º maggio 1955 sposò Denise Angst.
- Federico Gallarati Scotti (19 febbraio 1922 - 28 maggio 2004), che l'8 agosto 1945 sposò la contessa Lavinia Taverna.
- Ludovico Gallarati Scotti  (3 settembre 1924- Milano 30 marzo 2013), che il 27 agosto 1961 sposò la baronessa Virgina de la Roche.
- Luisa Gallarati Scotti (9 settembre 1927 - 10 giugno 2019), che il 23 ottobre 1949 sposò Alfredo Gerli di Villa Gaeta.
- Maria Josepha Gallarati Scotti (26 giugno 1929 - ottobre 2017).

## Opere
- La vita di Antonio Fogazzaro, Milano, Baldini & Castoldi, 1920, Milano, Mondadori, 1934; 1963; 1984
- Storie dell'amore sacro e dell'amore profano, Milano, Treves, 1924
- Vita di Dante, Istituto Italiano per il Libro del Popolo Milano, 1921
- Interpretazioni e memorie, Milano, Mondadori, 1961
- Due drammi e la Duse (Eleonora Duse, Così sia, La moglie di Pilato), Milano, Mondadori, 1963
- La giovinezza del Manzoni, Milano, Mondadori, 1982

## Ascendenza
|                                                       |                    |                                               | Genitori                                                                   |  |  | Nonni |  |  | Bisnonni                                       |  |  | Trisnonni                                        |  |
|                                                       |                    |                                               |                                                                            |  |  |       |  |  | Carlo Gallarati Scotti, I principe di Molfetta |  |  | Giuseppe Gallarati Scotti, VI marchese di Cerano |  |
|                                                       |                    |                                               |                                                                            |  |  |       |  |  | Carlo Gallarati Scotti, I principe di Molfetta |  |  | Giuseppe Gallarati Scotti, VI marchese di Cerano |  |
|                                                       |                    | Costanza Orsola Belloni                       |                                                                            |  |  |       |  |  | Carlo Gallarati Scotti, I principe di Molfetta |  |  |                                                  |  |
| Tommaso Gallarati Scotti, II principe di Molfetta     |                    |                                               |                                                                            |  |  |       |  |  | Carlo Gallarati Scotti, I principe di Molfetta |  |  |                                                  |  |
|                                                       |                    | Francesca Guerrieri Gonzaga                   | Odoardo Guerrieri Gonzaga                                                  |  |  |       |  |  |                                                |  |  |                                                  |  |
|                                                       |                    | Francesca Guerrieri Gonzaga                   | Odoardo Guerrieri Gonzaga                                                  |  |  |       |  |  |                                                |  |  |                                                  |  |
|                                                       |                    | Francesca Guerrieri Gonzaga                   | Camilla Gallarati Scotti                                                   |  |  |       |  |  |                                                |  |  |                                                  |  |
| Gian Carlo Gallarati Scotti, III principe di Molfetta |                    | Francesca Guerrieri Gonzaga                   |                                                                            |  |  |       |  |  |                                                |  |  |                                                  |  |
|                                                       |                    | Giovanni Francesco Melzi d'Eril, duca di Lodi | Luigi Melzi d'Eril, conte di Magenta                                       |  |  |       |  |  |                                                |  |  |                                                  |  |
|                                                       |                    | Giovanni Francesco Melzi d'Eril, duca di Lodi | Luigi Melzi d'Eril, conte di Magenta                                       |  |  |       |  |  |                                                |  |  |                                                  |  |
|                                                       |                    | Giovanni Francesco Melzi d'Eril, duca di Lodi | Caterina Odescalchi                                                        |  |  |       |  |  |                                                |  |  |                                                  |  |
| Barbara Melzi d'Eril                                  |                    | Giovanni Francesco Melzi d'Eril, duca di Lodi |                                                                            |  |  |       |  |  |                                                |  |  |                                                  |  |
|                                                       |                    | Elisa Suardi                                  | Giovanni Suardi                                                            |  |  |       |  |  |                                                |  |  |                                                  |  |
|                                                       |                    | Elisa Suardi                                  | Giovanni Suardi                                                            |  |  |       |  |  |                                                |  |  |                                                  |  |
|                                                       |                    | Elisa Suardi                                  | Adelaide Archinto                                                          |  |  |       |  |  |                                                |  |  |                                                  |  |
| Tommaso Gallarati Scotti, IV principe di Molfetta     |                    | Elisa Suardi                                  |                                                                            |  |  |       |  |  |                                                |  |  |                                                  |  |
|                                                       | Carlo Melzi d'Eril | Luigi Melzi d'Eril, conte di Magenta          |                                                                            |  |  |       |  |  |                                                |  |  |                                                  |  |
|                                                       | Carlo Melzi d'Eril | Luigi Melzi d'Eril, conte di Magenta          |                                                                            |  |  |       |  |  |                                                |  |  |                                                  |  |
|                                                       | Carlo Melzi d'Eril | Caterina Odescalchi                           |                                                                            |  |  |       |  |  |                                                |  |  |                                                  |  |
| Giacomo Melzi d'Eril                                  | Carlo Melzi d'Eril |                                               |                                                                            |  |  |       |  |  |                                                |  |  |                                                  |  |
|                                                       |                    | Carolina Barbiano di Belgiojoso d'Este        | Rinaldo Alberico Barbiano di Belgiojoso d'Este, III principe di Belgioioso |  |  |       |  |  |                                                |  |  |                                                  |  |
|                                                       |                    | Carolina Barbiano di Belgiojoso d'Este        | Rinaldo Alberico Barbiano di Belgiojoso d'Este, III principe di Belgioioso |  |  |       |  |  |                                                |  |  |                                                  |  |
|                                                       |                    | Carolina Barbiano di Belgiojoso d'Este        | Giovanna Mellerio                                                          |  |  |       |  |  |                                                |  |  |                                                  |  |
| Luigia Melzi d'Eril                                   |                    | Carolina Barbiano di Belgiojoso d'Este        |                                                                            |  |  |       |  |  |                                                |  |  |                                                  |  |
|                                                       |                    | Giulio Barbò, conte di Casalmorano            | Gerolamo Giuseppe Barbò, conte di Casalmorano                              |  |  |       |  |  |                                                |  |  |                                                  |  |
|                                                       |                    | Giulio Barbò, conte di Casalmorano            | Gerolamo Giuseppe Barbò, conte di Casalmorano                              |  |  |       |  |  |                                                |  |  |                                                  |  |
|                                                       |                    | Giulio Barbò, conte di Casalmorano            | Teresa Pallavicino                                                         |  |  |       |  |  |                                                |  |  |                                                  |  |
| Giuseppina Barbò                                      |                    | Giulio Barbò, conte di Casalmorano            |                                                                            |  |  |       |  |  |                                                |  |  |                                                  |  |
|                                                       |                    | Palmira Cadolini                              | …                                                                          |  |  |       |  |  |                                                |  |  |                                                  |  |
|                                                       |                    | Palmira Cadolini                              | …                                                                          |  |  |       |  |  |                                                |  |  |                                                  |  |
|                                                       |                    | Palmira Cadolini                              | …                                                                          |  |  |       |  |  |                                                |  |  |                                                  |  |
|                                                       |                    | Palmira Cadolini                              |                                                                            |  |  |       |  |  |                                                |  |  |                                                  |  |